# ジミー・アンブリッツ
ジミー・アンブリッツ（Jimmy Ambriz、1977年3月20日 - ）は、アメリカ合衆国の男性総合格闘家。カリフォルニア州サンタアナ出身。トッド・メディーナ・フリースタイル柔術アカデミー所属。元KOTC世界スーパーヘビー級王者。
腕周りの太さは驚異的で、少年時代から自体重を超える重さのバーベルでトレーニングし、全盛期にはベンチプレス340kg以上、スクワット450kg以上を持ち上げた。

## 来歴
幼い頃から喧嘩に明け暮れ、高校生の時にバーのバウンサー（用心棒）を始める。スポーツ歴はレスリング、フリースタイル柔術、アメリカンフットボール。
2001年4月28日、Rage in the Cage 27のジャスティン・リオン戦でプロデビューし、開始34秒マウントでの打撃でKO勝ち。
2002年8月2日、KOTC世界スーパーヘビー級タイトルマッチで王者ダン・ボビッシュに挑戦し、マウントパンチでギブアップ勝ちを収め王座獲得に成功した。
2003年5月2日、KOTC世界スーパーヘビー級王座を返上して日本の新日本プロレス主催の総合格闘技ルールの試合ULTIMATE CRUSHに参戦した。2週間前に足の靭帯を負傷していた影響もあり、ジョシュ・バーネットにパウンドでTKO負けし、キャリア初黒星となった。
2003年9月に新日本プロレス所属選手となり、同月にプロレスデビュー。
2003年11月30日、パンクラスでロン・ウォーターマンと対戦し、0-0の判定ドロー。
2004年11月、ロサンゼルスで行われたPRIDEのオーディションに参加するも、PRIDE参戦は果たせなかった。
2005年10月14日、WEC初参戦となったWEC 17でリコ・ロドリゲスと対戦。テイクダウンに成功するも極めきれず、スタンドでパンチを貰い続けタップアウト負け。
2006年3月15日、HERO'Sでジェロム・レ・バンナと対戦。タックルでテイクダウン、パウンドを狙うもガードされ、スタンドで再開。バンナのキックにパンチで応戦、前に出たところに右フックを当てられてKO負けを喫した。
2007年11月7日、WCOスーパーヘビー級王座決定戦でルーベン・ビシャレアルと対戦し、パウンドでTKO勝ちを収め王座獲得に成功した。
2008年9月23日、DREAM初参戦となったDREAM.6でセルゲイ・ハリトーノフと対戦し、パウンドによりタップアウト負け（DREAMの公式記録はTKO負け）。負傷欠場となったマイティ・モーの代理であったが、DREAMから正式発表されたのは試合前日であったほどの緊急参戦となった。
2010年3月22日、DREAM.13でミノワマンと対戦し、足首固めで一本負け。
2012年3月11日、インドの新団体Super Fight Leagueの旗揚げ興行Super Fight League 1でサティシュ・ジャーと対戦し、僅か14秒でTKO勝ち。連敗を4で止めた。
2022年12月28日、両国国技館で開催された「INOKI BOM-BA-YE×巌流島」に事前発表されていた覆面男・ミスターＸの正体として登場し、巌流島ルールによる貴賢神と対戦。場外転落3回のため1Ｒ44秒で敗戦となった。

## 戦績
| 総合格闘技 戦績 | 総合格闘技 戦績 | 総合格闘技 戦績 | 総合格闘技 戦績 | 総合格闘技 戦績 | 総合格闘技 戦績 | 総合格闘技 戦績 |
| --------------- | --------------- | --------------- | --------------- | --------------- | --------------- | --------------- |
| 36 試合         | (T)KO           | 一本            | 判定            | その他          | 引き分け        | 無効試合        |
| 17 勝           | 8               | 8               | 1               | 0               | 1               | 0               |
| 18 敗           | 9               | 9               | 0               | 0               | 1               | 0               |

| 勝敗 | 対戦相手                   | 試合結果                             | 大会名                                                           | 開催年月日     |
| ○    | モハメド・アブデル・カリム | 1R 2:38 肩固め                       | Super Fight League 10                                            | 2012年11月23日 |
| ○    | サティシュ・ジャー         | 1R 0:14 TKO（パウンド）              | Super Fight League 1                                             | 2012年3月11日  |
| ×    | パウエル・ナツラ           | 1R 1:50 ギブアップ（腕の負傷）       | STC: Bydgoszcz vs. Torun 【STCヘビー級王座決定戦】               | 2011年10月1日  |
| ×    | トム・サワー               | 1R 4:03 TKO（パンチ連打）            | AOF 13: Amaya vs. Lawrence                                       | 2011年9月10日  |
| ×    | リュボミール・シメオノフ   | 1R 0:33 ギブアップ（パウンド）       | BMMAF: Warriors 21                                               | 2011年5月27日  |
| ×    | ミハイル・ブコヴィッチ     | 2R 1:17 TKO（パンチ連打）            | AOF 12: Static                                                   | 2011年4月2日   |
| ○    | マイク・ギドリー           | 2R 4:29 TKO（パンチ連打）            | TPF 7: Deck the Halls                                            | 2010年12月2日  |
| ×    | アレクサンドル・ルング     | 2R TKO（ドクターストップ）           | K-1 WORLD GP 2010 IN BUCHAREST -EAST EUROPE GP-                  | 2010年5月21日  |
| ×    | ミノワマン                 | 2R 2:42 足首固め                     | DREAM.13                                                         | 2010年3月22日  |
| ○    | クリス・クラーク           | 1R 1:04 TKO（パンチ連打）            | Midwest Fighting Championships 9                                 | 2009年8月22日  |
| ×    | ジェフ・モンソン           | 1R 1:09 チョークスリーパー           | Total Combat 33                                                  | 2009年7月11日  |
| ×    | ジェフ・モンソン           | 1R 1:50 ノースサウスチョーク         | EB: Beatdown at 4 Bears 3                                        | 2008年10月11日 |
| ×    | セルゲイ・ハリトーノフ     | 1R 2:15 ギブアップ（パウンド）       | DREAM.6 ミドル級グランプリ2008 決勝戦                            | 2008年9月23日  |
| ○    | エリック・プリンドル       | 1R 1:31 チョーク                     | Rage in the Cage 110                                             | 2008年5月31日  |
| ○    | ニック・ペナー             | 5分3R終了 判定3-0                    | Fighters Nation: Urban Conflict                                  | 2008年4月26日  |
| ×    | アンソニー・ルイス         | 1R ギブアップ                        | PureCombat 1: From the Ashes                                     | 2007年12月1日  |
| ○    | ルーベン・ビシャレアル     | 1R 1:19 TKO（パウンド）              | WCO: Kerr vs. Gavin 【WCOスーパーヘビー級王座決定戦】            | 2007年11月7日  |
| ×    | クリス・タッチシェラー     | 1R 4:43 チョークスリーパー           | Extreme Challenge 85                                             | 2007年10月6日  |
| ×    | スコット・ジャンク         | 1R終了時 TKO（コーナーストップ）     | MFC 12: High Stakes                                              | 2007年6月22日  |
| ○    | ブライアン・ピープルズ     | 1R 0:17 KO                           | Dragons Cage: Danville                                           | 2007年5月12日  |
| ×    | アントワーヌ・ヘイス       | 1R 4:46 TKO                          | FCFS 9: Battlefield                                              | 2007年3月24日  |
| ○    | リッチ・ヘイル             | 1R 0:53 KO（パウンド）               | Rage in the Cage 91                                              | 2007年2月24日  |
| ×    | ジャスティン・エイラーズ   | 1R終了時 TKO（ドクターストップ）     | WEC 21: Tapout 【WEC北米ヘビー級王座決定戦】                     | 2006年6月15日  |
| ×    | ジェロム・レ・バンナ       | 1R 2:04 KO（右フック）               | HERO'S 2006                                                      | 2006年3月15日  |
| ×    | リコ・ロドリゲス           | 1R 4:13 ギブアップ（パウンド）       | WEC 17: Halloween Fury 4                                         | 2005年10月14日 |
| ×    | ダン・クリスティソン       | 2R 0:55 ギブアップ                   | IFC Warriors Challenge 19 【IFC全米スーパーヘビー級王座決定戦】  | 2005年3月26日  |
| △    | ロン・ウォーターマン       | 5分3R終了 判定0-0                    | PANCRASE 2003 HYBRID TOUR                                        | 2003年11月30日 |
| ×    | ジョシュ・バーネット       | 1R 3:05 TKO（膝蹴り→パウンド）       | 新日本プロレス ULTIMATE CRUSH                                    | 2003年5月2日   |
| ○    | ジョナサン・アイビー       | 1R 3:00 前腕チョーク                 | KOTC 21: Invasion 【KOTC世界スーパーヘビー級タイトルマッチ】     | 2003年2月21日  |
| ○    | ヴィンス・ルセロ           | 1R 4:33 肩固め                       | KOTC 19: Street Fighter                                          | 2002年12月7日  |
| ○    | ダン・ボビッシュ           | 1R 0:46 ギブアップ（マウントパンチ） | KOTC 16: Double Cross 【KOTC世界スーパーヘビー級タイトルマッチ】 | 2002年8月2日   |
| ○    | ジェリー・ヴルバノヴィッチ | 1R 3:30 三角絞め                     | HFP 1: Rumble on the Reservation                                 | 2002年3月30日  |
| ○    | アラン・サリバン           | 3R 0:14 TKO（負傷）                  | Rage in the Cage 32                                              | 2001年12月15日 |
| ○    | ハビエル・ケイシオ         | 1R TKO（パンチ連打）                 | Gladiator Challenge 8: School Yard Brawls                        | 2001年11月17日 |
| ○    | リック・コーラップ         | 2R 1:09 ギブアップ（パンチ連打）     | Rage in the Cage 30                                              | 2001年9月26日  |
| ○    | ジャスティン・リオン       | 1R 0:34 ギブアップ（パンチ連打）     | Rage in the Cage 27                                              | 2001年4月28日  |

### 異種格闘技
| 勝敗 | 対戦相手             | 試合結果                    | 大会名                                                            | 開催年月日     |
| ×    | 貴賢神               | 1R 0:44 一本勝ち（転落3回） | INOKI BOM-BA-YE × 巌流島 in 両国                                  | 2022年12月28日 |
| ×    | 関根“シュレック”秀樹 | 1R 2:55 一本勝ち（腹固め）  | 巌流島 OUT ENEMY 2018 in MAIHAMA ―謹賀新年、宿敵同士の果たし合い― | 2018年1月3日   |

## 獲得タイトル
- 第2代KOTC世界スーパーヘビー級王座（2002年）
- WCOスーパーヘビー級王座（2007年）